# Deanna Durbin

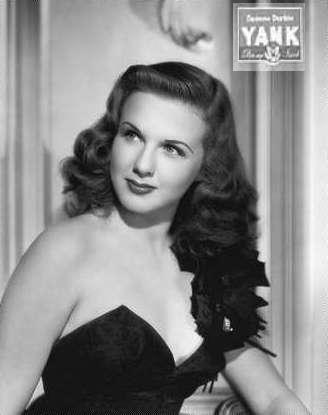
Pin-up-Foto von Deanna Durbin für das Wochenmagazin Yank, the Army Weekly (1945)

Deanna Durbin, eigentlich Edna Mae Durbin (* 4. Dezember 1921 in Winnipeg, Manitoba, Kanada; † 17. April 2013 in Neauphle-le-Château, Frankreich), war eine kanadische Schauspielerin und Sängerin der 1930er und 1940er Jahre. Während dieser Zeit war Durbin einer der beliebtesten Stars in Hollywood, doch bereits 1948 zog sie sich ins Privatleben zurück.

## Leben
Deanna Durbin wurde in Kanada geboren, wuchs jedoch in Kalifornien auf. Schon früh zeigte sich ihr Gesangstalent. Sie nahm Unterricht unter anderem bei Andrés de Segurola und wurde mit 13 von einem Talentsucher an die MGM-Studios vermittelt. Durbin sollte in einem biografischen Film über Ernestine Schumann-Heink die junge Sängerin spielen, aber der Tod von Schumann-Heink führte zur Einstellung der Arbeiten. 1936 wirkte sie mit Judy Garland in dem Kurzfilm Every Sunday mit und Durbin wechselte Mitte des Jahres zu Universal Pictures. Der Filmproduzent Joe Pasternak war auf der Suche nach einer jungen Schauspielerin für Drei süße Mädels, die amerikanische Fassung eines ungarischen Films. Dank eines Auftritts in der Radioshow von Eddie Cantor bekam Durbin viel Publicity und ihr erster Film spielte über 1,6 Mio. US-Dollar ein. Der kommerzielle Erfolg half mit das finanziell angeschlagene Studio zu stabilisieren und Durbin spielte die Rolle in zwei Fortsetzungen: Three Smart Girls Grow Up aus dem Jahr 1939, in dem sie mit Because eines ihrer bekanntesten Lieder sang, und 1943 in Hers to Hold. Ihr  Film 100 Mann und ein Mädchen brachte sie 1937 erneut mit Henry Koster, dem Regisseur ihres ersten Erfolgs, und Produzent  Pasternak zusammen. Der Erfolg der einfachen Geschichte eines jungen Mädchens, dessen Elan ihrem arbeitslosen Vater die Chance eröffnet, mit Leopold Stokowski zu musizieren, brachte Durbin einen neuen Vertrag mit einer Wochengage von 3000 US-Dollar und einem zusätzlichen Bonus von 10.000 US-Dollar pro Film ein. 
1938 erhielt Durbin gemeinsam mit Mickey Rooney einen speziellen Juvenile Oscar, da sie, wie es hieß, „auf der Leinwand die Verkörperung und der Geist der Jugend“ sei.  Zu diesem Zeitpunkt war sie im Gespräch für die Hauptrolle in Der Zauberer von Oz, nachdem Shirley Temple nicht verfügbar war. Durbin drehte durchschnittlich zwei Filme pro Jahr, für die sie auch in der seriösen Presse teilweise glühende Kritiken bekam. Graham Greene, Bosley Crowther, Filmkritiker bei der New York Times, wie auch sein Kollege Frank Nugent waren bekennende Anhänger Durbins. Ausdrücke wie „spring fresh“ (frühlingsfrisch), „bright as a daisy“ (strahlend wie ein Gänseblümchen), „delightful“ (entzückend) und Ähnliches waren in den Rezensionen ihrer Filme sehr häufig zu lesen. Die Schauspielerin betrachtete den Wirbel um ihre Person sehr realistisch. In einem Interview gab sie an, eine Art Tochter-Ersatz für Millionen von enttäuschten Eltern und Großeltern auf der ganzen Welt gewesen zu sein. Die Publicity erreichte teilweise erstaunliche Formen. Als das Studio 1939 begann, Durbin mit First Love auf den Wechsel ins Erwachsenenfach vorzubereiten, wurden angeblich über 100 Schauspieler getestet, um den perfekten Jungen zu finden, der Durbin den ersten Filmkuss geben sollte. Es wurde am Ende Robert Stack, der in seinen Memoiren auf amüsante Weise von der ganzen Aufregung erzählt. Die Presse berichtete über dieses Ereignis mitunter intensiver als über den Beginn des Kriegs in Europa. 
Einen ihrer größten Erfolge hatte Durbin mit Spring Parade, der zahlreiche Melodien von Robert Stolz in die Handlung integrierte. Als 1942 sowohl Koster als auch Pasternak zu MGM wechselten, sank Durbins Stern. Ausflüge ins dramatische Fach wurden von den Fans nicht akzeptiert. Weihnachtsurlaub, ein Film noir unter der Regie von Robert Siodmak, war ein finanzieller Erfolg, allerdings gelang Durbin nicht der dauerhafte Wechsel zu anspruchsvolleren Rollen. Die Schauspielerin drehte danach ausschließlich leichte Komödien, darunter Das Lied des goldenen Westens, ihren einzigen Film in Technicolor.
Nach zwei sehr jung geschlossenen Ehen heiratete sie 1948 Charles David, den Regisseur von Die Dame im Zug. Parallel zog sie sich aus dem Filmgeschäft zurück. Nach dem Tod ihres Mannes im Jahre 1999 lebte die Mutter von zwei Kindern sehr zurückgezogen in Frankreich, wo sie im April 2013 im Alter von 91 Jahren starb.

## Rückzug ins Privatleben
Über die Gründe für ihren Rückzug von der Leinwand mit 27 führte sie in einem der wenigen Interviews einmal aus:

„Warum habe ich mich zurückgezogen? Werfen Sie zunächst einfach einmal einen Blick auf meine letzten vier Filme, und sie werden bemerken, dass die Geschichten, für die ich eintrat, mittelmäßig waren … nahezu unmöglich. Wann auch immer ich mich beschwerte oder um ein Einwilligungsrecht zum Drehbuch oder Regisseur ersuchte, lehnte dies das Studio ab. Ich war der höchstbezahlte Star mit dem armseligsten Material. Heute betrachte ich mein Gehalt als Schadensersatz dafür, mich mit solch völligem Mangel an Qualität herumgeschlagen zu haben.“

Louis B. Mayer versuchte mehrfach, Durbin für MGM unter Vertrag zu nehmen. Er bot ihr Anfang der 1950er Jahre fast eine Million US-Dollar an, um sie zu einem Comeback an der Seite von Mario Lanza zu überreden. Durbin lehnte das Angebot ebenso ab wie die Hauptrollen in den Broadwaymusicals My Fair Lady und Oklahoma!. Bing Crosby wollte die Schauspielerin als Partnerin für Ein Yankee am Hofe des Königs Artus sowie Top O’ the Morning. Auch diese Angebote schlug sie aus.
Sie gab ihr letztes Interview 1983. Darin meinte sie, sie sei als einziger Kinderstar im späteren Leben glücklich geworden.

## Eponyme
Der am 1. April 1976 entdeckte Asteroid (4389) Durbin trägt seit 1994 ihren Namen.

## Filmografie
- 1936: Every Sunday
- 1936: Drei süße Mädels (Three Smart Girls)
- 1937: 100 Mann und ein Mädchen (One Hundred Men and a Girl)
- 1938: Mad About Music
- 1938: That Certain Age
- 1939: Three Smart Girls Grow Up
- 1939: First Love
- 1940: It’s a Date
- 1940: Spring Parade
- 1941: Nice Girl?
- 1941: Die ewige Eva (It Started with Eve)
- 1943: Neun Kinder und kein Vater (The Amazing Mrs. Holliday)
- 1943: Hers to Hold
- 1943: Die Stubenfee (His Butler’s Sister)
- 1944: Weihnachtsurlaub (Christmas Holiday)
- 1944: Das Lied des goldenen Westens (Can’t Help Singing)
- 1945: Die Dame im Zug (Lady on a Train)
- 1946: Ich sing’ mich in dein Herz hinein (Because of Him)
- 1947: I’ll Be Yours
- 1947: Something in the Wind
- 1948: Up in Central Park
- 1948: For the Love of Mary

## Musik (Auswahl)
- 1981: The Best Of Deanna Durbin (UK: Silber)[5]
- 1982: Can’t Help Singing (UK: Gold)